# يوم الجاز الدولي
يوم الجاز الدولي هو يوم عالمي أعلنته منظمة الأمم المتحدة للتربية والعلم والثقافة في عام 2011 "لتسليط الضوء على موسيقى الجاز ودورها الدبلوماسي في توحيد الناس في جميع أنحاء العالم. يتم الاحتفال به سنويًا في 30 أبريل. جاءت الفكرة من عازف البيانو والجاز وسفير النوايا الحسنة لليونسكو هيربي هانكوك. يرأس كل من هانكوك والمدير العام لليونسكو يوم الجاز الدولي. تم إضافة يوم الاحتفال على التقويم لدى كل من اليونسكو والأمم المتحدة.
يعد معهد الراهب ثيلونيوس للجاز (منظمة أمريكية غير حكومية يرأسها أيضًا هانكوك) الشريك التنظيمي ليوم الجاز. يقوم المعهد بتنسيق الأنشطة بين الدول الأعضاء في اليونسكو وكذلك الاحتفال الاستضافة العالمي. تتوج الأحداث في المدينة المضيفة بحفل عالمي من فئة كل النجوم (All-Star)، يشارك فيه أكثر من عشرين من موسيقيي الجاز من جميع أنحاء العالم يؤدون في/ أو حول معلم تاريخي.
استضافت هافانا، كوبا يوم الجاز لعام 2017. تضمنت احتفالات المدينة المضيفة سلسلة من برامج التعليم والتوعية المجتمعية التي استمرت أسبوعًا مع وجود كل من إسبيرانزا سبالدينج وريتشارد بونا وميليسا ألدانا وطارق يماني وأنطونيو هارت وريجينا كارتر. أقيم الحفل العالمي الأول من نوعه في مسرح هافانا الكبير وشمل خمسة وخمسون موسيقيا من البرازيل والكاميرون وشيلي والصين وكوبا وفرنسا وألمانيا وإيطاليا واليابان ولبنان والمكسيك وروسيا وكوريا الجنوبية وتونس والولايات المتحدة.
في أكتوبر 2017، أعلنت اليونسكو أن سانت بطرسبرغ وسيدني، أستراليا ستُعتبر مدن مضيفة لعامي 2018 و 2019 على التوالي. أقيم الاحتفال بسانت بطرسبرغ في الفترة من 28-30 أبريل 2018 وشملت الاحتفالات برامج تعليمية وحفل كل النجوم في مسرح ماريانسكي الثاني.

## المشاركة العالمية
تشارك ما يقرب من 200 دولة في اليوم الدولي للجاز كل عام. وبالإضافة إلى الحفلات الموسيقية وجلسات الجاز، تشمل الفعاليات ورش عمل ومؤتمرات وتواصل مع المجتمع. السجل الرسمي للأحداث في جميع أنحاء العالم موجودة على موقع jazzday.com حيث يتم عرضها وفهرستها حسب الترتيب الأبجدي للبلد. يسرد موقع Jazzday.com أمثلة بارزة على الأحداث التي تم تنظيمها على مدار السنوات الست الماضية:
- نظم مدرس في توسكالوسا ورشة عمل حول كيفية استخدام موسيقى الجاز لإلهام القيادة والابتكار.
- أقام أحد المعارض في بوغوتا بكولومبيا يومًا متكاملا من برامج التعليم العام بما في ذلك الدروس والحفلات الموسيقية وجلسات الجاز.
- في يانغون، ميانمار، دعا المنظمون عازف غيتار لموسيقى الجاز لتقديم عروض وورش عمل تعليمية مع الموسيقيين المحليين.
- استضاف المعهد الموسيقي في كاتماندو في نيبال موسيقيين محليين ودوليين لحفلات موسيقية مشتركة، تلتها جلسة جاز مفتوحة. تم بث الحدث مباشرة على الراديو.
- قامت إيران بإنتاج سلسلة من الحفلات الموسيقية مع موسيقيين محليين في مركز ثقافي تاريخي.
- حاول نادي موسيقى الجاز المحمول في ألكوي بإسبانيا تسجيل الرقم القياسي لأكبر جلسة لموسيقى الجاز في التاريخ الإسباني، حيث جمع أكثر من 100 موسيقي في بلازا دي دينز في ألكوي.
- استضافت قبة فلكية في أوكرانيا حفل موسيقى الجاز يرافقه عرض فيديو ثلاثي الأبعاد.

يجمع موقع اليوم الدولي للجاز أيضًا مواد تعليمية لموسيقى الجاز. تأتي هذه المواد التعليمية من جامي ايبرسولد للجاز، ومعهد ثيلونيوس مونك للجاز، وشركة تكنولوجيا الموسيقى النرويجية oiid ، ومنهاج ستيم STEAM على الإنترنت، الرياضيات والعلوم والموسيقى، وجامعة فيراكروزانا.

## موسيقى الجاز والتعبير الثقافي
تعيد اليونسكو أصل الاحتفال باليوم الدولي لموسيقى الجاز إلى اتفاقية عام 2005 لحماية وتعزيز تنوع أشكال التعبير الثقافي،  مؤكدة أن يوم الجاز «يدمج الثقافة في أطر التنمية المستدامة»، «يعزز حقوق الإنسان والحريات الأساسية» «يحمي ويعزز تنوع أشكال التعبير الثقافي.» 

## التاريخ

### التأسيس والإطلاق
بعد تعيينه سفيراً للنوايا الحسنة لليونسكو للحوار بين الثقافات في 22 يوليو 2011،  أعلن هيربي هانكوك عن عزمه إنشاء يوم دولي للاحتفال بالدور الدبلوماسي للجاز. في نوفمبر 2011، بعد توصية إيجابية من المجلس التنفيذي 187، أعلن المؤتمر العام لليونسكو يوم 30 أبريل يومًا عالميًا لموسيقى الجاز، معترفًا بأن موسيقى الجاز «وسيلة لتطوير وزيادة التبادل والتفاهم بين الثقافات بهدف الفهم المتبادل والتسامح.»  تم اقتراح تاريخ 30 أبريل لوضع اليوم الدولي لموسيقى الجاز تتويجا لشهر أبريل لتقدير موسيقى الجاز (JAM) التابع لمؤسسة سميثسونيان، على الرغم من عدم وجود صلة رسمية بين JAM ويوم الجاز الدولي.
أقرت الجمعية العامة للأمم المتحدة رسميًا اليوم الدولي لموسيقى الجاز ضمن التقويم الرسمي لها في ديسمبر 2012. 

### باريس، نيو اورليانز، نيويورك
تم الاحتفال باليوم الدولي لموسيقى الجاز في ثلاثة أجزاء. في 27 أبريل، استضاف هانكوك برنامجًا تعليميًا لمدة يوم وحفلا موسيقيا في مقر اليونسكو بباريس. وشملت الأنشطة التعليمية حلقات النقاش العامة والمحاضرات في جميع أنحاء مركز التراث العالمي. حضر الحفل المسائي أكثر من عشرين من الموسيقيين وتضمن مداخلات من هانكوك، والمديرة العامة لليونسكو، إيرينا بوكوفا، والممثل الدائم للولايات المتحدة لدى اليونسكو دافيد كيليون، ومدير برنامج الجاز في تي إس إف سيباستيان فيدال 
عقد الجزء الثاني عند شروق الشمس يوم الاثنين التالي، 30 أبريل، في ميدان الكونغو في نيو أورليانز. كتن مضيف الحفل هو الممثل هاري شيرر، وألقى كل من رئيس بلدية نيو اورليانز ميتش لاندريو ‏ والمديرة العامة لليونسكو، إيرينا بوكوفا بكلمات ضمن الحفل. تألف الحدث من العروض التي كتبها كل من هيربي هانكوك، عازف البوق كيرميت روفينز، وفرقة تريمي براس باند، المنشد ستيفاني جوردان، عازف البيانو إليس مارساليس، الطبال جيف " تاين "واتس، وعازف البوق تيرينس بلانشارد.

### إسطنبول
إسطنبول، تركيا كانت المدينة المضيفة العالمية لليوم الدولي لموسيقى الجاز 2013. يوم الثلاثاء، 30 أبريل، نسقت اليونسكو ومعهد مونك و مؤسسة اسطنبول للثقافة والفنون أكثر من اثني عشر حلقة تعليمية مجانية في مركز بلدية بيك أوغلي للشباب، وبيت بورسان الموسيقي، و معهد سالت للفن المعاصر، فضلا عن عدد من الأحداث الهامشية في نوادي إسطنبول لموسيقى الجاز وأماكن الموسيقى. سمحت الأنشطة خلال النهار بالاتصال بين الموسيقيين الزائرين والطلاب والموسيقيين الأتراك المحليين. وكان من بين المشاركين الآخرين روبرت جلاسبر، تي إس مونك، ماركوس ميلر، هيو ماسكيلا، أنات كوهين، كيكو ماتسوي، وإريك تروفاز، مع موسيقيين أتراك بارزين من بينهم أوكاي تيميز وإيدين إيسن وأوزان موسلوغلو وبوراك بيديكيان.
تركز عدد من الأنشطة التعليمية لعام 2013 في حي بيوغلو العالمي ضمن مواقع شملت مركز أكبانك سانات للفنون ونادي ألت جاز ومدرسة غلطة سراي الثانوية، حيث أعطى عازف الساكسفون واين شورتر درسا متميزا للطلاب وحصل على ميدالية اليونسكو للتنوع الثقافي من المدير العام بوكوفا.

### أوساكا
استضافت مدينة أوساكا باليابان يوم الجاز الدولي 2014. كان المنظم المحلي الرئيسي هو مكتب سياحة حكومة أوساكا.
تم تنظيم برنامج التعليم لعام 2014 داخل مدرسة أوساكا للموسيقى. تم افتتاح البرنامج المجاني مع عرض للملك أوليفرز ويست إند بلوز من قبل الثنائي الياباني يوشيو وكيكو توياما. شملت الأنشطة حلقات النقاش، ودروسا رئيسية، وعروض الأفلام وشملت حفلة المساء فنانين من مجموعة كل النجوم العالمية، بما في ذلك هيربي هانكوك، توشيكو أكيوشي، دي دي بريدجووتر، روبرتا غامباريني، كريس توماس، إرل كلوغ، ماركوس ميلر، ثيلونيوس مونك الابن واسبيرانزا سبالدينج. وشمل البرنامج ورشة للرقص مع طلاب من مدرسة أوساكا قام بها مصمم الرقصات هينتون باتل، ودورة تصليح النحاسيات للطلاب والموسيقيين المحليين للفنان تروماسا هينو، وحوار مع عازف الساكسفون وين شورتر بعنوان فلسفة الحياة من خلال موسيقى الجاز.

### سانت بطرسبرغ وسيدني
في أكتوبر 2017، أعلنت اليونسكو عن اختيار سان بطرسبرغ وسيدني كمدن مضيفة لليوم العالمي للجاز لعامي 2018 و 2019، على التوالي.

## روابط خارجية
- يوم الجاز الدولي
- 30 أبريل، اليوم الدولي للجاز (اليونسكو)
- 2016 President Obama Speaks at the International Jazz Day Concert على يوتيوب